# Yappy (приложение)
Yappy («Я́ппи») — российское приложение и социальная сеть, в которой пользователи могут создавать и просматривать вертикальные видеоролики. Создано компанией «Ритм Медиа» на базе приложения «Я молодец», в открытом доступе с 29 ноября 2021 года. Входит в холдинг «Газпром-медиа». Доступно пользователям из России, Армении, Беларуси, Казахстана, Узбекистана, Азербайджана, Молдовы, Киргизии и Таджикистана.

## Ключевые особенности
- Пользователи могут снимать, редактировать и выкладывать видео. Внутри приложения встроен видеоредактор, также на видео можно накладывать музыку, с помощью AR-камеры добавлять фильтры, маски и эффекты. Длительность видео – от 15 секунд до 3 минут[4][5].

- Пользователи могут смотреть видео, контент поделён на две ленты – с рекомендациями и с контентом авторов, на которых подписан пользователь. Доступны лайки, комментарии и поиск по  хештегам, а также тематические подборки в разделе «Поиск»[6].

- Пользователям доступна функция обмена личными сообщениями в чатах[7].
- Летом 2024 года руководство Yappy анонсировало появление игр внутри приложения; на момент марта 2025 года в приложении доступно 7 игр[8].
- Контент, не соответствующий возрастным требованиям 12+, распознаётся и удаляется, при частых нарушениях аккаунт блокируется[9].
- В Yappy имеются музыкальные подборки, которые можно использовать для создания контента[10][11].
- Yappy использует технологии на основе искусственного интеллекта для модерации контента и оптимизации рекомендаций[12].

## Аудитория
В момент запуска осенью 2021 года Yappy позиционировался как социальная сеть для блогеров от 14 до 35 лет.
В 2022 году большая часть аудитории приходилось на Москву, Краснодарский край, Санкт-Петербург и Алма-Ату.
В июне 2023 года у приложения было 11 млн ежемесячных активных пользователей и более 2 млн авторов в России и странах СНГ.
В 2024 году руководство Yappy заявило, что фокусируется на аудитории от 6 до 16 лет.

## История
В 2020 году «Газпром-медиа» купил приложение «Ямолодец»; в 2021 году стало известно, что на его базе планируется создать российский аналог сервиса TikTok. Тогда же входящая в «Газпром-медиа» компания «Ритм Медиа» зарегистрировала товарный знак Yappy и начала разработку и тестирование нового приложения.
Согласно данным от пресс-службы Yappy, с января по июнь 2022 года количество авторов на площадке выросло в четыре раза, а месячная аудитория превысила 4 млн пользователей.
В сентябре 2022 года была запущена обновленная система алгоритмов, согласно которой новые загруженные ролики получали просмотры вне зависимости от темы, популярности автора и времени публикации.
В декабре 2022 года компания провела редизайн и обновила логотип.
В конце 2022 года месячная аудитория превысила 8 млн пользователей.
В июле 2023 года внутри приложения появилась возможность личной переписка в чатах.
В сентябре 2023 у Yappy появился свой маскот – Мишка по имени «Мятный».
В январе 2024 года Yappy начал сотрудничество с цифровым агрегатором Zvonko Digital.
В феврале 2024 года сервис запустил собственный музыкальный лейбл Yappy Music.
В марте 2024 года Роскомнадзор включил Yappy в реестр социальных сетей.
В апреле 2025 года «Газпром-медиа» анонсировала объединение сервиса с Rutube. Будущая платформа имеет рабочее название Rutube Shorts.

## Проекты
- Осенью 2023 года на площадке вышли два веб-сериала в вертикальном формате – «Зумеры» и «Восхождение на Эльбрус»[25][26].

- Летом 2022 года был реализован проект Yappy Truck, в рамках которого «мобильная академия», представляющая собой автомобиль с аудио- и видеооборудованием путешествовал по регионам России. Цель проекта – привлечь внимание к сервису и помочь начинающим блогерам в создании контента[27].

- Yappy проводит кастинги на разные проекты. Для участия в кастинге авторам необходимо записать видео со своей визиткой. Так проводились кастинги на роль ведущего канала 2х2, на участие в передаче «Умнее всех» (СТС), шоу «Контракт на удачу» (2х2), шоу «Конфетка» (ТНТ), на роль актеров дубляжа для озвучки книги Павла Воли «Петтерсы. Дети гор». Также проводился кастинг на поиск артистов на фестиваль «Дикая мята»[28][29][30].

- В рамках поддержки авторов проводятся мастер-классы, музыкальный конкурс «Yappy хит», присуждается премия «Яппер месяца»[31].